# Euxoa muelleri
Euxoa muelleri là một loài bướm đêm trong họ Noctuidae.